# Associazione Sportiva Gubbio 1910 2001-2002
Questa pagina raccoglie le informazioni riguardanti l'Associazione Sportiva Gubbio 1910 nelle competizioni ufficiali della stagione 2001-2002.

## Rosa
| N. |                   | Ruolo | Calciatore            |
| -- | ----------------- | ----- | --------------------- |
|    | Italia (bandiera) | D     | Gionata Bruni         |
|    | Italia (bandiera) | A     | Giovanni Cipolla      |
|    | Italia (bandiera) | A     | Claudio Clementi      |
|    | Italia (bandiera) | P     | Andrea D'Amico        |
|    | Italia (bandiera) | D     | Maurizio De Pasquale  |
|    | Italia (bandiera) | A     | Pietro Famiano        |
|    | Italia (bandiera) | D     | Alessandro Giacometti |
|    | Italia (bandiera) | C     | Mauro Gilardi         |
|    | Italia (bandiera) | C     | Massimiliano Lazzoni  |
|    | Italia (bandiera) | C     | Francesco Magnanelli  |
|    | Italia (bandiera) | A     | Diego Marinelli       |

| N. |                   | Ruolo | Calciatore          |
| -- | ----------------- | ----- | ------------------- |
|    | Italia (bandiera) | D     | Fausto Mattioli     |
|    | Italia (bandiera) | C     | Sandro Melotti      |
|    | Italia (bandiera) | P     | Antonio Narciso     |
|    | Italia (bandiera) | C     | Gianluca Panisson   |
|    | Italia (bandiera) | C     | Salvatore Papa      |
|    | Italia (bandiera) | D     | Manuel Parla        |
|    | Italia (bandiera) | A     | Riccardo Ramazzotti |
|    | Italia (bandiera) | D     | Antonio Rizzo       |
|    | Italia (bandiera) | D     | Lorenzo Tinti       |
|    | Italia (bandiera) | P     | Giovanni Vecchini   |
|    | Italia (bandiera) | C     | Moreno Zebi         |